# Uzbekiska köket
Uzbekiska köket gäller den matkultur och de mattraditioner som finns i Uzbekistan. Köket är varierat och innehåller hundratals olika rätter. Frukt och grönsaker som växer i Uzbekistan är populära i stora delar av världen.

## Traditionella rätter
Det uzbekiska köket delar mattraditioner med turkisk befolkning i övriga Centralasien. Det odlas mycket spannmål i landet, så bröd och nudlar har en framträdande roll i nationalköket, som kan betraktas som "nudelrikt". Fårkött finns också med i många rätter.
Den uzbekiska nationalrätten får sägas vara pilaff, palov (plov eller osh men också pilaf), en huvudrätt som i Uzbekistan består av ris, bitar av kött, rivna morötter och lök. Rätten kokas vanligen i en kazan (eller deghi) över öppen eld. Rätten varieras med kikärter, russin, berberis eller frukt. Det är en vanlig husmanskost som lagas hemma för familjen eller för gäster, men palov lagas också vid alldeles speciella tillfällen, som bröllop, av oshpaz, "mästerkocken", över en öppen låga, där upp till 1000 personer kan få låta sig smaka från en enda stor kittel. Oshi nahor, eller "morgonplov", serveras på morgonen (mellan kl 06 och 09) till stora sällskap, även här ofta vid bröllopsfirande.

## Drycker
Grönt te är att betrakta som nationaldrycken bland heta drycker i Uzbekistan och dricks dygnet runt i tehus, chaikhanas. Svart te föredras i Tashkent. Båda dryckerna dricks utan mjölk eller socker. Till måltider dricks så gott som alltid te, men det är också en dryck som du erbjuds som gäst. Ajran är en kyld yoghurt-dryck som påminner om den iranska drycken dugh och som dricks på sommaren.
Alkoholhaltiga drycker är inte så vanliga, men Uzbekistan har 14 vinerier. Det äldsta och mest kända är Khovrenkos vineri i Samarkand som startade 1927. Vinerier i Samarkand producerar dessertviner av druvor som : Gulyakandoz, Shirin, Aleatiko och Kabernet likernoe (ryska för Cabernet sauvignon.
Uzbekiska viner exporteras till Ryssland och andra länder i Centralasien.
Utbudet av efterrätter är relativt litet. Efterrätten vid en festmåltid kan vara frukt eller kompott av färska eller torkade frukter, med nötter, helva och grönt te.

## Bröd
Traditionellt uzbekiskt bröd kallas noni eller patyr, och bakas i platta, runda kakor (på ryska lepyoshka) med en upphöjd kant runtom och dekorerad mitt, se bildgalleriet. Brödet läggs på matbordet efter att ha brutits i oregelbundna bitar.

## Bildgalleri

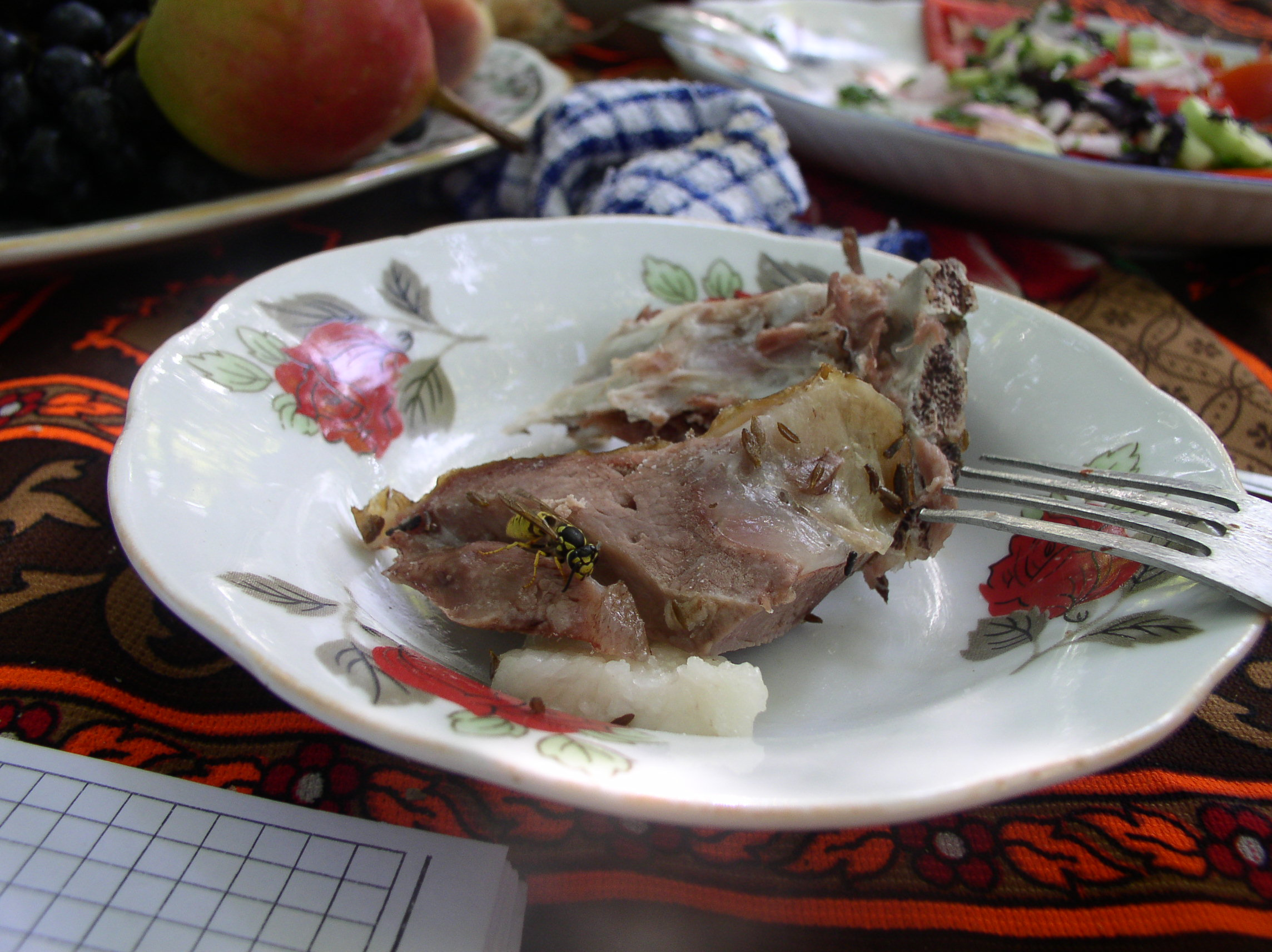
Tandir kabob - fårkött berett i tandoor-ugn.
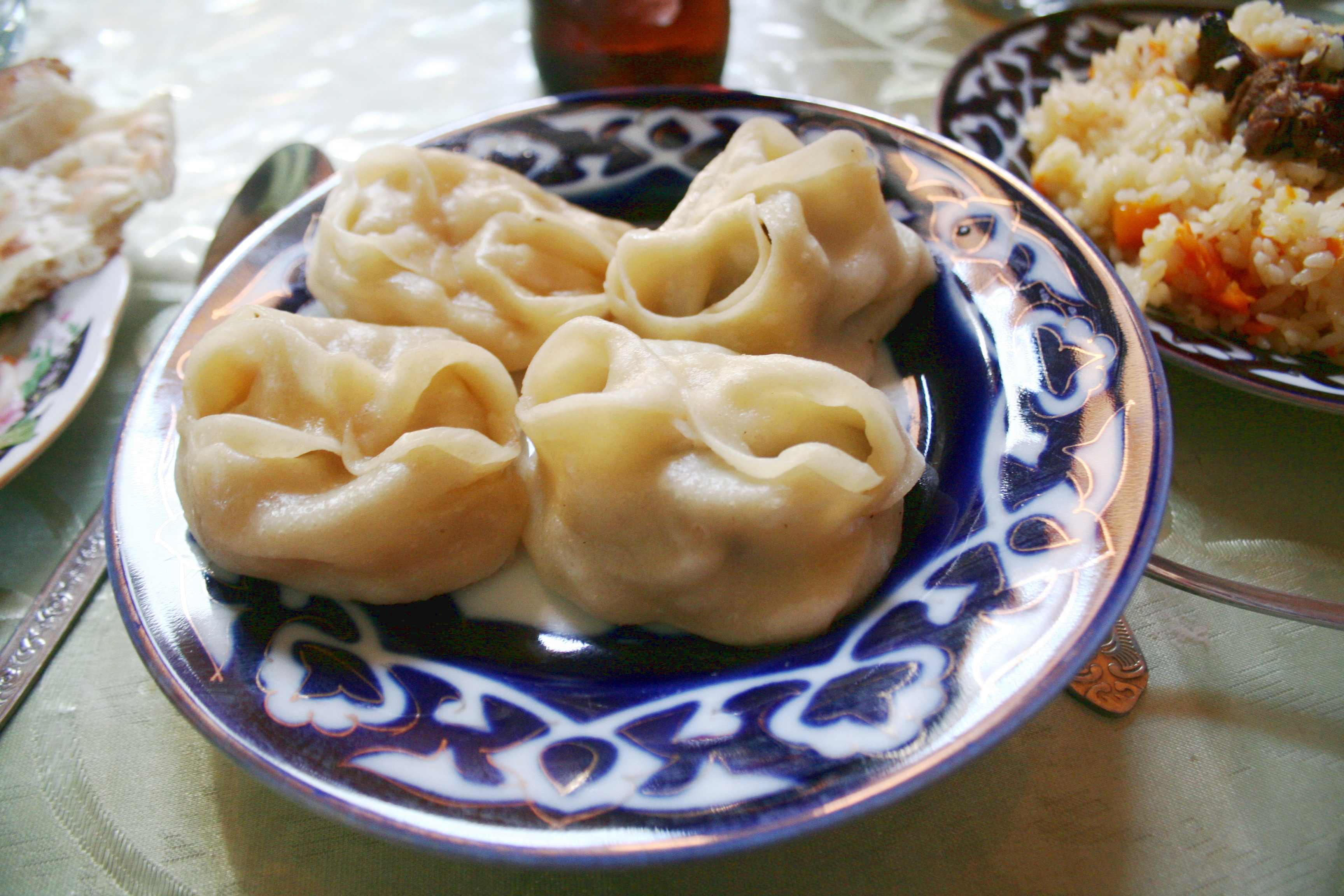
Manti - köttfyllda degknyten.
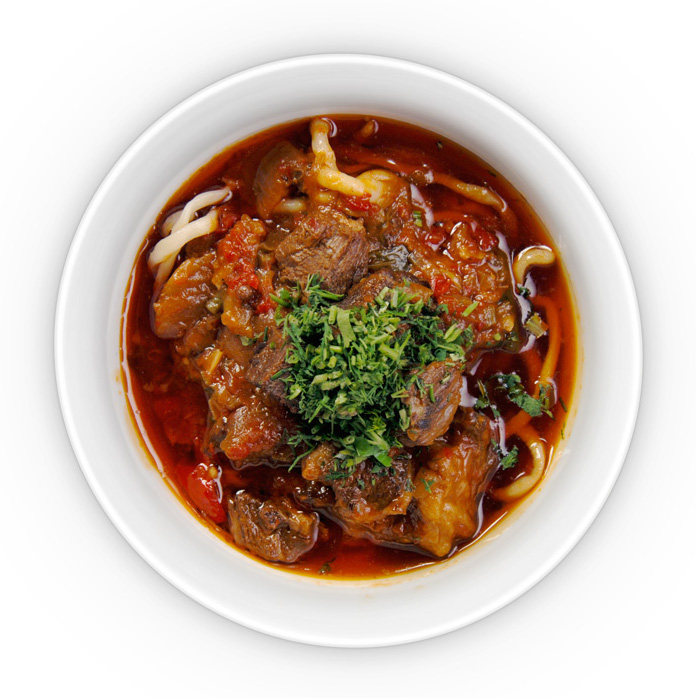
Lamian - en typ av kinesiska nudlar.
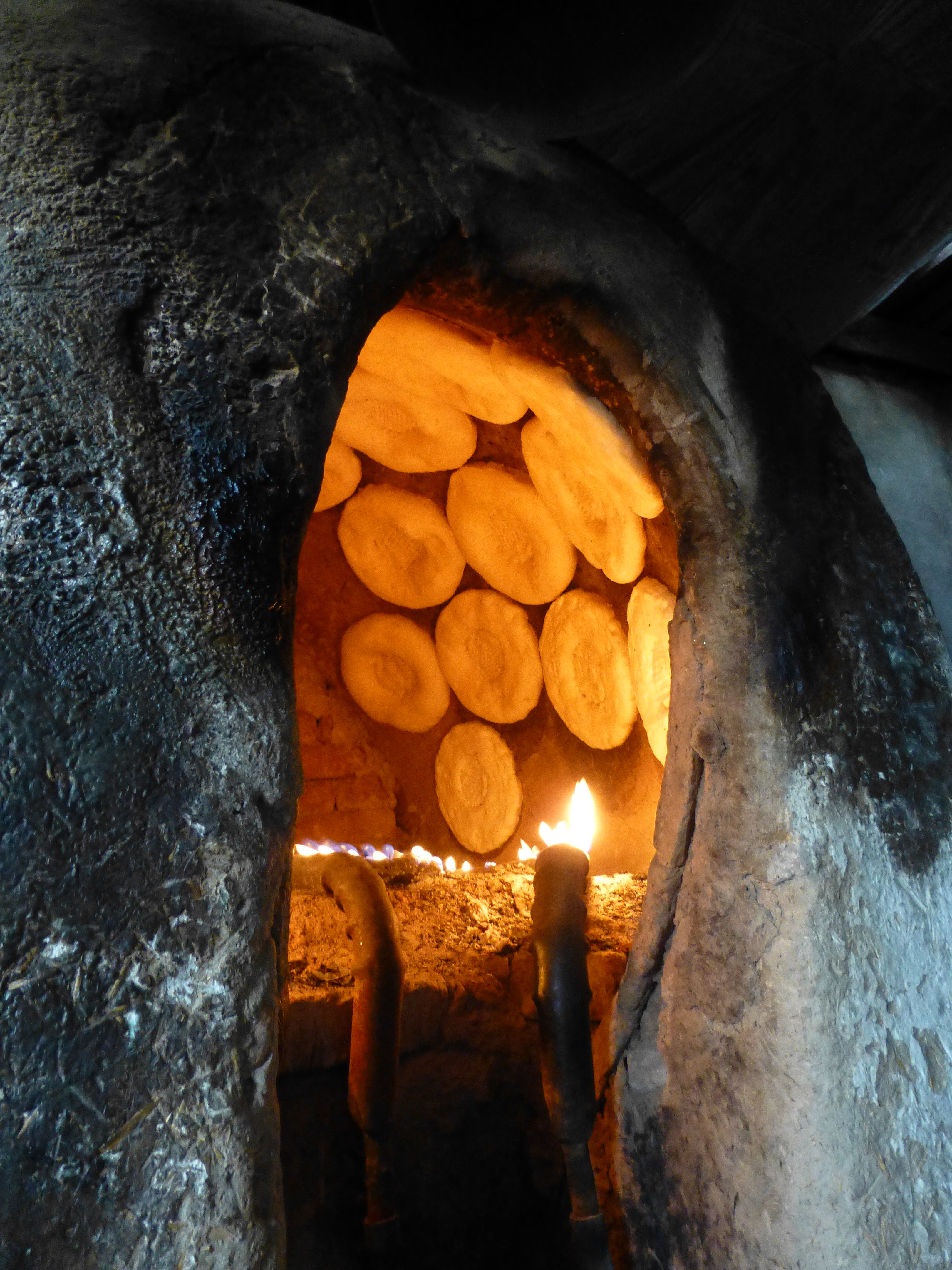
Brödbak i Samarkand.
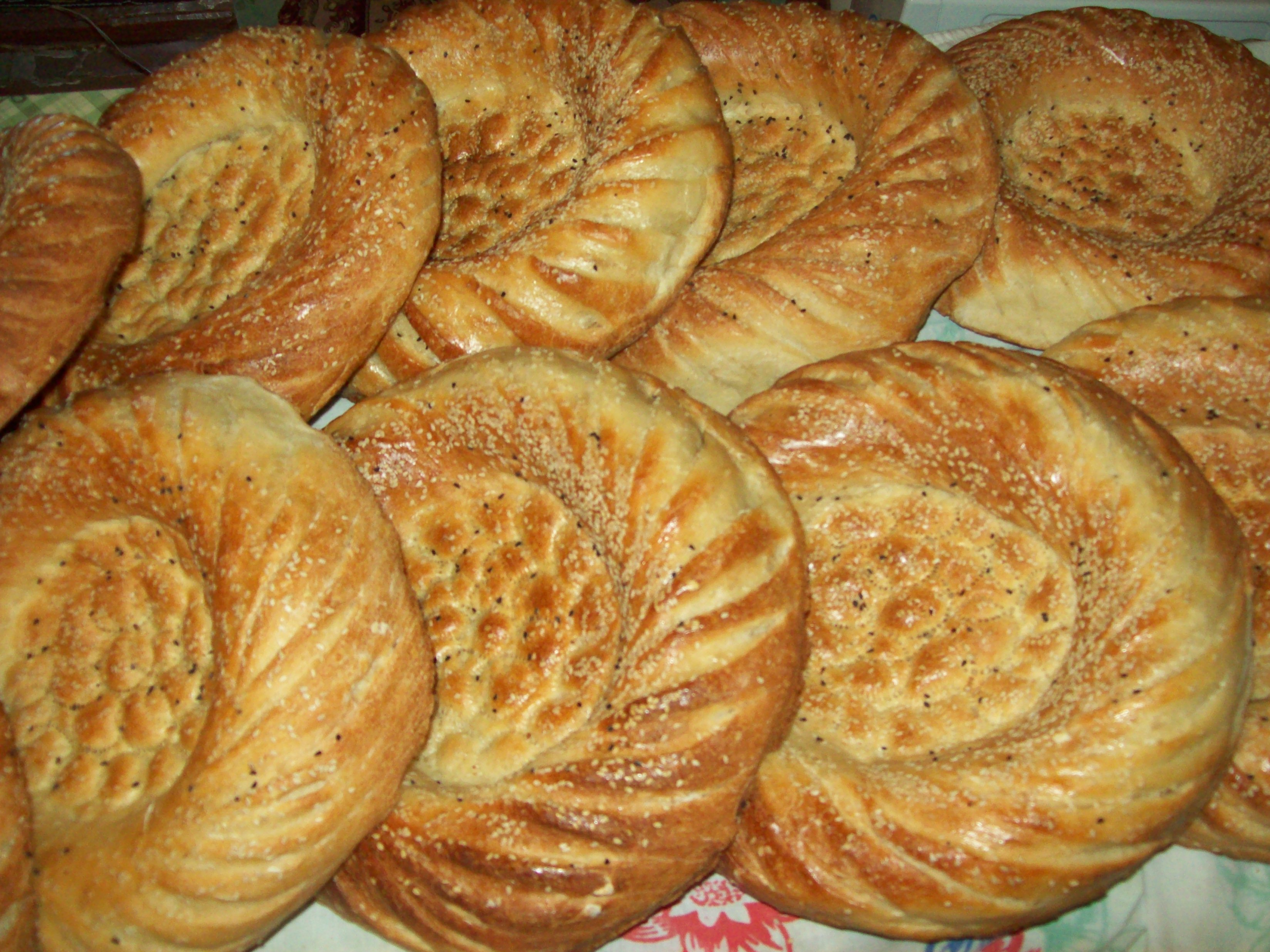
Patyr.